# Carolyn Shoemaker
Carolyn Shoemaker (Gallup (New Mexico), 24 juni 1929 – Flagstaff (Arizona), 13 augustus 2021) was een Amerikaans astronoom. Ze is medeontdekker van de komeet Shoemaker-Levy 9. Ze bezat in 2002 het record van meeste kometen ontdekt door een persoon.

## Leven
De ouders van haar waren Leonard en Hazel Arthur Spellmann. Haar familie verhuisde naar Chico in Californië, waar zij en haar broer Richard opgroeiden. Carolyn Jean Spellmann behaalde bachelor- and mastergraden in geschiedenis, politieke wetenschappen en Engelse literatuur aan de Chico State University. Haar broer ging naar het California Institute of Technology (Caltech) waar hij een bachelorgraad in Chemie haalde. Richards kamergenoot op Caltech was Gene Shoemaker, een planetoloog. Carolyn ontmoette Gene in de zomer van 1950, tijdens het huwelijk van haar broer. Gene woonde toen in New Jersey waar hij werkte aan zijn doctorsgraad aan Princeton University, maar was naar Californië gevlogen om Richards getuige te zijn. Hij keerde terug naar Princeton en onderhield een "penvriendrelatie" met Carolyn, waarna ze twee weken gingen kamperen op het Coloradoplateau. Op 18 augustus 1951 traden Carolyn en Gene in het huwelijk. Samen kregen ze drie kinderen. Het gezin woonde in Grand Junction (Colorado), Menlo Park (Californië), en Pasadena (Californië), en belandde uiteindelijk in Flagstaff (Arizona), waar Carolyn samen met haar man werkte op het Lowell-observatorium.

## Carrière
Shoemakers eerste baan na haar huwelijk was lerares seventh grade (12- tot 13-jarigen). Het lesgeven gaf haar geen voldoening en ze stopte met werken om huisvrouw te worden. Toen ze 51 was en haar kinderen allen het huis verlaten hadden, zocht Shoemaker naar werk om het 'emptynestsyndroom' ('legenestsyndroom') te bestrijden. Tijdens haar jeugd was ze nooit geïnteresseerd in wetenschap. Ze had weliswaar een cursus geologie gevolgd maar had die zeer vervelend gevonden. Haar ontmoeting met Gene had daar verandering in gebracht. Ze zou gezegd hebben dat "door te horen hoe Gene geologie uitlegde, een voor haar vervelend onderwerp een opwindend en interessant onderzoeksveld werd". Een student op het Lowell-observatorium begon haar astronomie te onderwijzen. Daarna werd ze veldassistent voor haar man en werkte ze mee aan zijn zoektocht naar het in kaart brengen en analyseren van inslagkraters. Carolyn Shoemaker startte haar astronomische carrière in 1980, toen ze 51 was, zoekend naar aardscheerders en kometen aan het California Institute of Technology, Pasadena, en het Palomar Observatory, San Diego, Californië. In dat jaar werd zij aangetrokken door het United States Geological Survey als gastwetenschapper op de astronomieafdeling. In 1989 begon zij als onderzoekend astronomieprofessor aan de Northern Arizona University. Ze concentreerde zich op de zoektocht naar kometen en planeetkruisende planetoïden. In een team met astronoom David H. Levy identificeerden de Shoemakers op 24 maart 1993 Shoemaker-Levy 9, een gefragmenteerde komeet in een baan om Jupiter. Na Genes overlijden in 1997 bleef Carolyn Shoemaker met Levy werken aan het Lowell Observatory.
In de jaren tachtig en negentig gebruikte Shoemaker films gemaakt door de widefield-telescoop van het Palomar Observatory, gecombineerd met een stereoscoop om bewegende objecten te vinden op een achtergrond van vaste sterren.
Shoemaker was in 2001 ontdekker en medeontdekker van 32 kometen (destijds een record) en meer dan 800 planetoïden.

## Prijzen en erkenning
Aan Shoemaker werd in 1996 een eredoctoraat verleend door de Northern Arizona University. In 1988 kreeg zij de NASA Exceptional Scientific Achievement Medal. Zij en haar man kregen de James Craig Watson Medal van de National Academy of Sciences in 1998. Shoemaker ontving ook de Rittenhouse Medal van de Rittenhouse Astronomical Society in 1988 en de Scientist of the Year Award in 1995.

## In media
Shoemaker was adviseur voor de film Deep Impact (1998) en is onder meer te zien in de series Meteorite Men (2009) en How the Earth Was Made (2009).
- International Standard Name Identifier: 0000 0001 1264 1698
- Library of Congress Control Number: no2006041495
- Nationale Bibliotheek van Polen: a0000001278180
- Virtual International Authority File: 164210210
- WorldCat: E39PBJrRgRWmPRTrbMqFC6Dcyd